# Анагностарас
Анагностарас ( 1760 в Поліані - 8 травня 1825 [1] у «Сфактерії» ) - грецький революціонер, провідний член Філікі Етейреї, а згодом генерал і міністр Грецької революції
Анагностарас - псевдонім, він народився як Христос Папагеоргіу і підписаний як Анагностис Папагеоргіу.  

## Перші роки
Анагностарас народився в 1760 році в селі Поліані в Мессенії. Сім'я його походила з району Леонтарі в Аркадії .   Він з'явився у російсько-турецькій війні 1787-1792 років  на Іонічних островах, щоб служити у званні майора під командуванням греко-російського генерала Еммануїла Пападопулоса .  У 1803 році переїхав на острів Закінф і розпочав військову службу в Імперській російській армії. 1813 року Анагностарас демобілізувався і переїхав до Одеси.  

## Діяльність дляФілікі Етейрея
В Одесі в 1817 р.Ніколаос Скуфас посвятив  його у Філікі Етейрея, де він став "священиком". В березні 1817 р. Анагностарас відправили до Москви до  Афанасія Цакалова  який відправив його на острови Гідра і Спецес для пошуку для членів "неофітів".  Того ж року поїхав до Константинополя, знайшов Папафлесса та ініціював його 21 червня 1818 р. Потім повернувся на Закінф і 1 грудня 1818 р. посвятив Теодороса Колокотроніса . 
Згодом його відправили на Пелопоннес для продовження своєї діяльності.  Там він використовував бузукі, щоб співати вірші Рігаса Ферайоса та пісні Клефтса . В результаті його було обрано до вищого класу "Апостола".  Еммануїл Ксантос дав Анагностарасу код 108 для листування з іншими членами організації.  Він був першим посвяченим апостолом Етейреї. Пізніше  були посвячені Христофорос Перрайвос, Янніс Фармакіс та Еліас Хрисоспатіс. 

## Служба в грецькій війні за незалежність
Коли в березні 1821 р. розпочалася Грецька війна за незалежність, Анагностарас був присутній при Визволенні Каламати 23 березня 1821 р. , коли грецькі нерегулярні революційні сили взяли під контроль місто після капітуляції Османського гарнізону, як Майор під командуванням Петробея Мавромічаліса. 30 вересня 1821 року разом з Теодоросом Колокотронісом, Кіріакулісом Мавроміхалісом і Панагіотисом Джіатракосом він підписав угоду про підтвердження позиції членів Пелопоннеського сенату.  Анагностарас отримав звання генерала і став членом Військової комісії. 
У березні 1822 року Анагностарас разом із Панагіотисом Кефаласом та родиною Джатракоса підтримали Георгіоса Кантуріотиса у формуванні нового уряду в Мілої.  У травні 1822 року, він став міністром війни тимчасового грецького уряду.  
Анагностарас брав участь у битві при Вальтеці (12 травня 1821 р.),  в облозі Тріполіці (вересень 1821 р.),  в облозі Коринфа (грудень 1821 р. - січень 1822 р.)  та багатьох інших битвах.  8 травня 1825 Анагностарас загинув у битві при Сфактеріях . 